# HuniePop
 (mars 2022).
HuniePop est un jeu vidéo de tile-matching combiné à un jeu de drague créé et développé par Ryan Koons, mieux connu sous le pseudonyme HuniePot. Publié le 19 janvier 2015 sur Steam pour les plate-formes Windows, OS X et Linux, le joueur entre dans la peau d'un jeune homme aidé par Kyu, une fée de l'amour destiné à le rendre attractif auprès des femmes.
Une suite intitulée HuniePop 2: Double Date est sortie en 2021.

## Système de jeu
HuniePop est un jeu de drague combiné à un jeu de tile-matching dans lequel le joueur doit séduire des femmes à travers des rencards. Le jeu est divisé en deux parties : la partie "discussion", dans laquelle il peut discuter avec les dames, en apprendre plus sur elles et leur donner des cadeaux, et les parties "rencards". Dans ces dernières, le joueur doit remplir une Barre d'affection en combinant des jetons avant qu'il épuise les tours qui lui sont alloués.
Il existe sept types de jeton : les jetons Sexualité, Flirt, Romance et Talent augmentent la barre et selon le type de jeton que sa partenaire préfère, il peut recevoir plus ou moins de points que d'habitude. De plus, il y a trois types de jetons spéciaux : Passion, qui augmentent le nombre de points qu'un joueur peut obtenir, Joie, augmentant le nombre de tours, et Sentiment, agissant comme monnaie pour les cadeaux. Ceux-ci ne peuvent être utilisés qu'une fois par rencard, mais reviennent après et possèdent des attributs spéciaux. Cependant, il existe aussi des jetons Cœur brisé, qui diminuent la barre d'affection.
Après cinq rencards accomplis, le joueur pourra proposer un rencard de nuit à sa partenaire : en accomplissant celui-ci, le joueur et sa partenaire entreront dans la chambre du joueur, ce qui mènera à un accouplement. Il fonctionne de la même manière que les rencards normaux, à deux différences près : d'une part, il n'y a pas de jetons Cœur brisé ; d'autre part, la barre d'affection décroît lentement au fil du temps, ce qui pousse le joueur à agir rapidement.
Pendant les parties "discussion", le joueur a le choix entre différentes options : il peut engager un rencard, discuter avec sa partenaire ou lui offrir un cadeau, entre autres. Cependant, ses actions sont limitées par les jauges de faim et de soif de la partenaire. Il possède aussi le HunieBee, un smartphone de haute technologie lui permettant de traquer la position des filles qu'il a rencontrées, d'acheter des objets ou encore de vérifier les statistiques de sa partenaire.

## Personnages

### De base
- Beli Lapran : Une jeune Indienne spirituelle proposant des cours de yoga à la salle de gym. Elle pense toujours avoir fait quelque chose d'inadapté et a une mauvaise vue de son corps et de ses habitudes de nutrition. Son trait préféré est la Romance.
- Jessie Maye : Mieux connue sous le pseudonyme Misty Katz, cette femme dans la trentaine est une actrice pornographique de renom, surnommée "La Reine de l'Oral". Du fait de cette manière de vivre, elle est mal vue par sa fille, Tiffany. Son trait préféré est la Sexualité.
- Aiko Yumi : Professeure de mathématiques japonaise, elle voit la vie et son travail d'un côté pessimiste, préférant passer son temps au casino plutôt que de donner des cours. Son trait préféré est la Sexualité.
- Tiffany Maye : Une jeune élève modèle et la leader des pom-pom girls de l'équipe locale. Elle déteste sa mère, Jessie, en raison des habitudes de vie de cette dernière. Son trait préféré est le Flirt.
- Nikki Ann-Marie : Cette jeune barista australienne est une otaku pure et dure, passant la majorité de son temps dans la salle d'arcade ou comme streameuse sur internet. Son trait préféré est le Talent.
- Lola Rembrite : Cette jeune africo-anglaise travaille comme hôtesse de l'air pour Tropica Airlines et adore jouer du tennis, en plus d'être une excellente cuisinière. Son trait préféré est la Romance.
- Audrey Belrose : Une jeune française au caractère rebelle et à la langue bien pendue. Elle se rend souvent à la discothèque et adore le shopping. Son trait préféré est le Flirt.
- Kyanna Delrio : Travaillant comme coiffeuse dans un centre commercial, cette jeune Mexicaine issue d'une famille de trois frères veut un jour devenir une actrice célèbre, visitant quotidiennement la salle de gym pour rester en forme. Son trait préféré est le Talent.

### À débloquer
- Kyu Sugardust : Une fée de l'amour provenant des Jardins Célestes et l'assistante du joueur. Pour la débloquer, il faut avoir accouplé avec au moins une partenaire. Son trait préféré est le Flirt.
- Céleste Luvendass : Une chasseuse de primes provenant de la planète Tendricide avec des tentatives de s'essayer à l'invention de métaphores et d'idiomes. Pour la débloquer, il faut avoir un mécanisme sur soi puis quitter la plage pendant la nuit. Son trait préféré est le Talent.
- Momo : Une femme-chat pleine d'énergie à la recherche d'un maître. Pour la débloquer, il faut déposer un poisson rouge dans un lieu public, comme l'université ou le parc. Son trait préféré est la Romance.
- Theiatena Venus : Déesse de l'Amour régnant sur les Jardins Célestes et la patronne des fées de l'amour dont Kyu fait partie, elle s'autoproclame le "dernier défi", étant donné que personne n'a jamais réussi à la séduire. Pour la débloquer, il faut avoir accouplé les huit partenaires de base et Kyu. Son trait préféré est la Sexualité.

## Accueil
L'accueil de HuniePop a été majoritairement positif : ainsi, Metacritic argumente que « HuniePop est de la pornographie - de la bonne pornographie en plus - mais c'est aussi un jeu de puzzle terriblement bon », ce qui mènera à une note finale de 80 sur 100. De plus, TechRaptor ajoute que « dans l'ensemble, HuniePop est un bon petit jeu avec de jolies filles en un gameplay addictif. Le manque de personnages et d'une histoire développés font mal, mais cela vaut quand même le coup pour tous le monde voulant des rencards avec leurs puzzles (ou l'inverse) ».